# Biboumha
Biboumha est un village du Cameroun, rattaché à la commune de Pouma, situé dans le département de la Sanaga-Maritime et la région du Littoral, situé sur la route de Pouma à Sackbayémé, à 17 km de Pouma.

## Population et développement
En 1967, la population de Biboumha était de 202 habitants, essentiellement des Bassa. La population de Biboumha était de 83 habitants dont 47 hommes et 36 femmes, lors du recensement de 2005. Ils vivent essentiellement de l'agriculture et de la chasse.  
C'est un village de chefferie 3ième dégré, il se trouve dans le groupement BIKOK (ayant à leur tête un chef de deuxième dégré).  